# Cibermula
Una cibermula és una persona que actua d'intermediària en la comissió d'un delicte informàtic, generalment transferint els diners obtinguts de la víctima al delinqüent o a un altre intermediari. El terme és una derivació del genèric mula que descriu la contribució en l'execució de qualsevol delicte normalment a través de la recol·lecció i transmissió del profit o botí obtingut del delicte, però adaptat al fenomen de la delinqüència informàtica.
La responsabilitat penal de la cibermula depèn de múltiples factors, com ara la seva actuació conscient o inconscient i el grau de cooperació proporcionat als autors del delicte informàtic. D'aquí que la cibermula pugui ser sancionada com a cooperador necessari del delicte informàtic causat (per exemple, una estafa informàtica) o bé com a encobridora del delicte a través d'alguna de les modalitats de blanqueig de diners.
Les cibermules son captades mitjançant ofertes de treball o teletreball que arriben per correu electrònic i on els ofereixen una determinada quantitat de diners a canvi d'obrir un compte corrent on es rebran diferents remeses de diners.